# Tossal de la Montcada
El Tossal de la Montcada és una muntanya de 1.399 metres que es troba al municipi del Pont de Suert, a la comarca catalana de l'Alta Ribagorça.